# Andrea Damp
Andrea Damp (* 1977 in Bergen auf Rügen) ist eine deutsche Malerin. Sie lebt und arbeitet in Berlin.

## Leben
Andrea Damp studierte zunächst Philosophie und Kunstgeschichte an der Freien Universität Berlin, bevor sie 1998 an der Universität der Künste bei Hans-Jürgen Diehl das Studium der Malerei aufnahm.
2004 war sie Absolventin der Universität der Künste. Ein Stipendium führt sie im Anschluss an die Glasgow School of Art, bevor sie 2005 ihr Studium mit dem Titel Meisterschüler bei Hans-Jürgen Diehl an der Universität der Künste abschloss.
Unmittelbar nach ihrem Studium erhielt Andrea Damp das NaFöG Stipendium des Landes Berlin (heute Else-Neumann-Stipendium) sowie weitere Preise und Stipendien, darunter das Karl-Hofer-Stipendium und den Dorothea-Konwiarz-Preis für Malerei.
Von 2014 bis 2017 nahm die Künstlerin einen Lehrauftrag an der Hochschule für Angewandte Wissenschaften (HAW) in Hamburg wahr.
Seit ihrem Studienabschluss zeigte Andrea Damp ihre Werke auf nationalen und internationalen Ausstellungen. 2010 und 2017 hat das Richard-Haizmann-Museum in Niebüll eine umfangreiche Werkschau der Malerin präsentiert.
Ihre Werke sind in öffentlichen Sammlungen und Museen vertreten, darunter das Museum für Aktuelle Kunst – Sammlung Hurrle in Durbach, der Museumsberg Flensburg, die Sammlung der Stadt Göteborg oder die Kunstsammlung des Deutschen Bundestages.

## Werk
Im Werk von Andrea Damp treffen Einflüsse aus frühester Kindheit und Jugend auf die komplexen Inhalte und Anregungen ihres Studiums an der Berliner Universität der Künste und verschmelzen zu einem Bildkosmos, der bestimmt ist von poetischer Erzählung und ausgeklügeltem, reflektiertem Handwerk.
Stets bespiegelt die Malerin das Verhältnis von Mensch und Natur, von Individuum und Umgebung. Ihre Naturauffassung ist dabei geprägt von der tiefen Verbundenheit mit ihrer Heimat auf der Insel Rügen.
An der Berliner Universität der Künste studierte Andrea Damp in der Klasse von Prof. Hans-Jürgen Diehl, der eine abstrakte, nicht erzählerische Malereiauffassung ins Zentrum seiner Lehre stellte.
Seit dieser Zeit reflektiert die Malerin Kompositions- und Farblehre ebenso, wie die vielfältigen formalen Experimente und Konzepte der abstrakten und informellen Kunst seit 1945. Das Schütten und Gießen, Sprühen und Kratzen, Wischen und Schleifen zählen als Reminiszenz an diese Ära zum Grundvokabular jedes ihrer Werke.
Die Ambivalenz dieser dualistischen Denkweisen zwischen Erzählung und Abstraktion bildet bis heute das Fundament ihrer Malerei.
Die Narration ihrer Bilder ist nie abschließend und gänzlich deutbar. Unbestimmtheit und Emotionalität steht in ihren Werken im Vordergrund. Sie zeichnen ein komplexes Bild des Menschseins ebenso wie ein Bild der Möglichkeiten und Unmöglichkeiten der Malerei.

## Einzelausstellungen (Auswahl)
- 2004 Galeriecafé Assel, Berlin
- 2006 Galerie Brennecke, Berlin: NÈA
- 2007 Kunstverein Rügen, Putbus: Colourless Green Ideas Sleep Furiously
- 2007 Galerie Vera Lindbeck, Hannover: Cross the river
- 2008 Galerie CP, Wiesbaden: Behind the curtain
- 2008 Galerie Brennecke, Berlin: TWINKLIES
- 2009 Richard Haizmann Museum – Museum für Moderne Kunst | Kunstverein Niebüll: Pulsschlag der Farbe
- 2009 Galerie Kampl, München: Codex
- 2010 Galerie Ahlers, Göttingen: Von Lichtern und Flecken
- 2010 Galerie der Dorothea-Konwiarz-Stiftung, Berlin: Recall
- 2010 Galerie Brennecke, Berlin: Vertigo
- 2011 Galleri Thomassen, Göteborg, Schweden: Flight mode
- 2011 PorArt, Athen, Griechenland: Natura-lized
- 2011 Galeri Ahlers, Göttingen: mutabor
- 2012 Galerie Barbara von Stechow, Frankfurt/M.: No jardim
- 2012 Galerie Kampl, München: tabula rasa
- 2012 Galleri Thomassen, Göteborg, Schweden: A Fairy
- 2013 Galleri NB, Viborg, Dänemark: Janus Arcadia
- 2013 AKI Gallery, Taipeh, Taiwan: Contemporary art from Germany – Small treasures
- 2013 Galerie Ahlers, Göttingen: November
- 2014 Galerie Barbara von Stechow, Frankfurt/M.: Kantella & Corvetta
- 2014 Galleri NB, Viborg / Kopenhagen, Dänemark: Mikumi
- 2015 Galleri Thomassen, Göteborg, Schweden: Bon-Bon
- 2015 Galerie Ahlers, Göttingen: Par-impar
- 2016 Galleri NB, Viborg / Kopenhagen, Dänemark: Saetter DAMPen op
- 2016 Galerie Barbara von Stechow, Frankfurt/M.: Nah entfernt
- 2016 Galerie Kampl, München: Tantum … quantum
- 2017 Richard Haizmann Museum – Museum für Moderne Kunst | Kunstverein Niebüll: Magnificat
- 2017 Galerie Anja Knoess, Köln: SUPERPOSITION
- 2017 Galerie Ahlers, Göttingen: Camp Damp
- 2018 Kunstverein Unna: Halbschlaf
- 2018 Galleri Thomassen, Göteborg, Schweden: Carpe Noctem
- 2018 Zeitkunstgalerie, Halle/S.: Kukelure
- 2019 Galleri NB, Viborg, Dänemark: Fingerspitzengefühl
- 2019 Art Factory Budapest, Ungarn: Die Uhr steht still
- 2019 Galerie Ahlers, Göttingen: Refugium
- 2019 KUNST&Co, Flensburg: BRICOLAGE
- 2020 Galerie Strzelski, Stuttgart: Geräuschkulisse
- 2020 Galerie Werth, Benz / Usedom: Zurück
- 2020 Galerie Barbara von Stechow, Frankfurt/M.: Mnemosyne
- 2020 Galleri NB, Viborg, Dänemark: Sturmfrei
- 2021 Galerie Strzelski, Stuttgart: Blueth
- 2023 Kunstverein Bad Nauheim: Foolish Fire

## Ausstellungsbeteiligungen (Auswahl)
- 2002 Galerie Granma, Rom, Italien: Il Sonno
- 2004 Mackintosh Building, Glasgow, Großbritannien: Letting go
- 2005 Galerie Brennecke, Berlin: Four Spring
- 2005 Galerie CP, Wiesbaden: Natur-lich
- 2006 Galerie 14, Paris, Frankreich: Memo
- 2006 Galerie CP, Wiesbaden: Heimkehr
- 2006 Projektraum Wilsnacker Straße, Berlin: Don´t talk about it
- 2007 Künstlerverein Walkmühle, Wiesbaden: Idyll
- 2007 Kunstpreis St. Andreasberg: Natur-Mensch
- 2007 Löwenhofforum, Frankfurt/M.: Löwenhofkunstpreis
- 2008 Sammlung im Willy-Brandt-Haus, Berlin: Mensch-Natur-Raum
- 2008 Galerie MK 21, Hamburg: Wasser
- 2008 Karl-Hofer-Gesellschaft, Berlin: Karl-Hofer-Stipendiaten
- 2008 Kunstverein Eisenturm, Mainz: FRAGMENT
- 2009 Kunstverein Wesseling: VII. Kunstpreis Wesseling
- 2009 Haus am Kleistpark, Berlin: Stipendiaten der Karl-Hofer-Gesellschaft
- 2009 Galerie und Künstlerhaus Spiekeroog: Identitäten
- 2010 Große Kunstausstellung Nürnberg: Teile des Ganzen
- 2010 Forgotten Bar Project, Berlin: Best of dimension 5
- 2010 Galerie der Dorothea-Konwiarz-Stiftung, Berlin: 10 Jahre DKS
- 2010 Kunstpreis der Stiftung der Sparkasse Karlsruhe: Oase als Phänomen
- 2011 Galerie Barbara von Stechow, Frankfurt/M.: New Talents
- 2011 AKI Gallery, Taipeh, Taiwan: New German Figuration
- 2011 Große Kunstausstellung Halle/S.
- 2012 Salon der Gegenwart, Hamburg
- 2012 AKI Gallery, Taipeh, Taiwan: Facing reality II – eye on Michael Bach, Andrea Damp & Wolfgang Ellenrieder
- 2013 Galleri NB, Viborg, Dänemark: In Between Trees
- 2014 Galerie Hartwich, Sellin / Rügen: TOUCH
- 2014 Haus am Kleistpark, Berlin: Homo ludens
- 2014 Kunstverein Walkmühle, Wiesbaden: Im Anfang ist das Spiel
- 2015 Galerie Anja Knoess, Köln: Jetzt...und weiter
- 2015 Galleri NB, Viborg, Dänemark: TRANSFIGURATION
- 2016 Künstlerhaus Sootbörn, Hamburg: karoshi
- 2016 Galerie Anja Knoess, Köln: Blitzeis
- 2017 Galerie Hartwich, Sellin / Rügen: Don´t forget to put flowers in you hair
- 2017 Galerie Ahlers, Göttingen: Rausch
- 2018 Museum für Aktuelle Kunst – Sammlung Hurrle, Durbach: Auf unbekanntem Terrain – Landschaft in der Kunst nach 1945
- 2018 Galleri Thomassen, Göteborg, Schweden: On and on and on
- 2019 Josephine Joan Gallery, Fullerton, CA, USA: Who, what, where
- 2019 galerie w, Osnabrück: Painting...
- 2019 Galerie Anja Knoess, Köln: ...erzähl mir was
- 2020 Galleri NB, Viborg, Dänemark: Contemporary human

## Museen und Sammlungen (Auswahl)
- Kunstsammlung des Deutschen Bundestages, Berlin
- Sammlung Sal. Oppenheim, Köln
- Museum für Aktuelle Kunst – Sammlung Hurrle, Durbach
- Sammlung im Willy-Brandt-Haus, Berlin
- Sammlung Picasso, Paris, Frankreich
- Sammlung der IBB, Berlin
- Sammlung des Bezirks Västra Götaland, Schweden
- Sammlung Grundfos, Bjerringbro, Dänemark
- Sammlung der Stadt Göteborg, Schweden
- Museumsberg, Flensburg
- Sammlung der Region West Schweden
- Sammlung der Stadt Uppsala, Schweden
- Sammlung Kerber, Berlin / Bielefeld
- Sammlung Petro / de Chalendar, Paris / Budapest, Frankreich / Ungarn

## Bibliografie
- Ronald Puff, Am Schmelzpunkt der Wirklichkeit, in: Andrea Damp, KATALOG, Berlin, 2020
- Christoph Schütte, Blumen für Barbara, in: Frankfurter Allgemeine Zeitung, 2020
- Marie-Kristin Kielhorn, Zeitvergessen und zerrissen, in: Kieler Express, 2020
- Flemming Sørensen, Mesterværker på Galleri NB, in: Viborg Folkeblad, 2019
- Sara Arvidsson, Flickrumsestetik på Galleri Thomassen, in: Göteborgs-Posten, 2018
- Andreas Montag, Köstliche Keramik, fantastische Welt, in: Mitteldeutsche Zeitung, 2018
- Auf unbekanntem Terrain – Landschaft in der Kunst nach 1945, Hrsg. Museum für Aktuelle Kunst – Sammlung Hurrle, Durbach, 2017
- Bernard Marks, Poesie in Acryl und Öl, in: Göttinger Tageblatt, 2017
- Arndt Prenzel, Fabelhafte Fantasiewelten, in: Nordfriesland Tageblatt, 2017
- Im Anfang ist das Spiel, Hrsg. Kunstverein Walkmühle, Wiesbaden, 2014
- Kunstwelten – 100 Künstler – 100 Perspektiven, BOESNER Verlag Witten, 2012, ISBN 978-3-928003-01-8
- SUPERNOVA, Hrsg. CP Medien AG / Kunstbetrieb 7, Ludwigsburg, 2012
- Salon der Gegenwart, Hrsg. Christian Holle, Verlag GUDBERG, Hamburg, 2012, ISBN 978-3-943061-24-6
- Dreißig, Hrsg. Galerie Ahlers, Göttingen, 2012
- Evelyn Vogel, Das Rätsel der Monsterbubbles, in: Süddeutsche Zeitung, 2011
- Collecting Fine Art – The Lumas Portfolio Vol. II, teNeues Verlag, Kempen, 2011, ISBN 978-3-8327-9529-0
- Tina Lüers, Kindlicher Schlaf zwischen Nacht und Malerei, in: Göttinger Tageblatt, 2011
- Große Kunstausstellung Halle/S., Kunsthalle Villa Kobe, Hrsg. Kunst Halle e.V., 2011
- Peter Krüger-Lenz, Grelle Welten zwischen Realismus und Abstraktion, in: Göttinger Tageblatt, 2010
- Dr. Uwe Haupenthal, Renovatio des Wirklichen, Anmerkungen zu den Bildern von Andrea Damp, in: Andrea Damp, SUPERNOVA, Berlin, 2010
- Rudolf Wesner, Ungestümes Mal-Temperament, in: Bietigheimer Zeitung, 2010
- Ludwig Laibacher, Von den Farben gestresste Figuren, in: Stuttgarter Zeitung, 2010
- Kunstpreis Wesseling – Zeit für Wunder, Hrsg. Kunstverein Wesseling e.V., Wesseling, 2009
- Eb Dietzsch Kunstpreis, Hrsg. Volksbank eG Gera, Jena, Rudolstadt, 2009
- Kunstpreis Spiekeroog, Hrsg. Galerie und Künstlerhaus Spiekeroog GmbH, Spiekeroog, 2009
- Ursula Konitzki, Pulsschlag der Farbe, in: Husumer Nachrichten, 2009
- Bier, Hrsg. Manuela Reichert, Peter Glücksstein, Stefanie Steudemann, Eichbornverlag, Frankfurt/M., 2009, ISBN 978-3-8218-6062-6
- NÈA, Hrsg. Richard-Haizmann-Museum / Kunstverein Niebüll, Niebüll, 2009
- Heike Sütter, Synapsenfeuerwerk, in: NÈA, Richard-Haizmann-Museum / Kunstverein Niebüll, 2009
- Corinna Nitz, Andrea Damp zeigt Profil, in: Mitteldeutsche Zeitung, 2008
- Natur – Mensch, Hrsg. Naturpark Harz, St. Andreasberg, 2007